# Lesman Paredes
Lesman Paredes Montaño (Cali, 5 de marzo de 1996) es un levantador de pesas Bareiní nacido en Colombia que ganó una medalla de oro en el Campeonato Mundial de Halterofilia de 2021.
Estableció un nuevo récord mundial en el arranque de 187 kilogramos (412.2 libras) en el Campeonato Mundial de Halterofilia de 2021 en la categoría de 96 kg. También es dos veces medallista de oro en el evento masculino de 102 kg en el Campeonato Panamericano de Halterofilia. Paredes nació en Cali y se crio en Buenaventura.